# Malika Haqq
Malika Haqq (Los Ángeles, California; 10 de marzo de 1983) es una actriz, personalidad de televisión y empresaria estadounidense, más conocida por su papel de Penny en la película de 2005 Sky High.

## Primeros años y carrera
Sus padres emigraron a los Estados Unidos desde la provincia de Khuzestan en Irán. Tiene una hermana gemela llamada Khadijah Haqq, como también un par de hermanas gemelas mayores (una de ellas fallecida) y un hermano pequeño, Jamal.
En 2004 debutó en la pequeña pantalla con el papel recurrente de Sanya Valdez en la serie Strong Medicine.
Aparece con regularidad en Keeping Up with the Kardashians y su spin-off Dash Dolls desde 2008. Además, ha aparecido en otros programas de telerrealidad como Hollywood Divas.
A principios de 2018 participó en el programa de telerrealidad Celebrity Big Brother pero fue eliminada a días de la final.
A finales de 2018, ella y la celebridad televisiva Khloé Kardashian anunciaron que estaban colaborando juntas para crear una colección para la marca Becca Cosmetics. Su colección Becca BFF salió al mercado en diciembre de ese año. Hasta 2012, fue conocida como la asistente personal de Khloé. También es embajadora de la marca Pretty Little Thing.

## Vida privada
Durante la grabación de la segunda temporada de Keeping Up with the Kardashians mantuvo una breve relación delante de las cámaras con Rob Kardashian.
Salió con la personalidad de televisión Ronnie Ortiz-Magro por un breve periodo de tiempo en 2017.
Desde 2017 hasta junio de 2019 estuvo saliendo con O.T. Genasis. El 27 de septiembre de 2019 confirmó su embarazo y declaró que haría pública la identidad del padre y el género de su bebé más adelante. El 8 de noviembre de 2019 anunció que estaba esperando un varón para la primavera de 2020. En marzo de 2020 nació su hijo, Ace Flores, junto a su exnovio O.T. Genasis.

## Filmografía

### Series
| Año       | Título                          | Personaje    |
| --------- | ------------------------------- | ------------ |
| 2004      | Strong Medicine                 | Sanya Valdez |
| 2005      | The Bernie Mac Show             |              |
| 2006      | Entourage                       | Video Ho #3  |
| 2007      | Las Vegas                       | Mindy Hayes  |
| 2008-2021 | Keeping Up with the Kardashians | Ella misma   |
| 2013      | Real Husbands of Hollywood      | Nona         |
| 2015      | Dash Dolls                      | Ella misma   |

### Películas
| Año  | Título                | Personaje |
| ---- | --------------------- | --------- |
| 2005 | Sky High              | Penny     |
| 2006 | ATL                   | Star      |
| 2006 | School for Scoundrels | Margaret  |
| 2010 | Somebody Help Me 2    | Jasmine   |
| 2016 | Definitely Divorcing  | Shay      |

### Videoclips
| Año  | Título                                            | Papel      |
| ---- | ------------------------------------------------- | ---------- |
| 2008 | Fabulous: She Got Her Own de Ne-Yo ft. Jamie Foxx | Ella misma |